# Station Farum

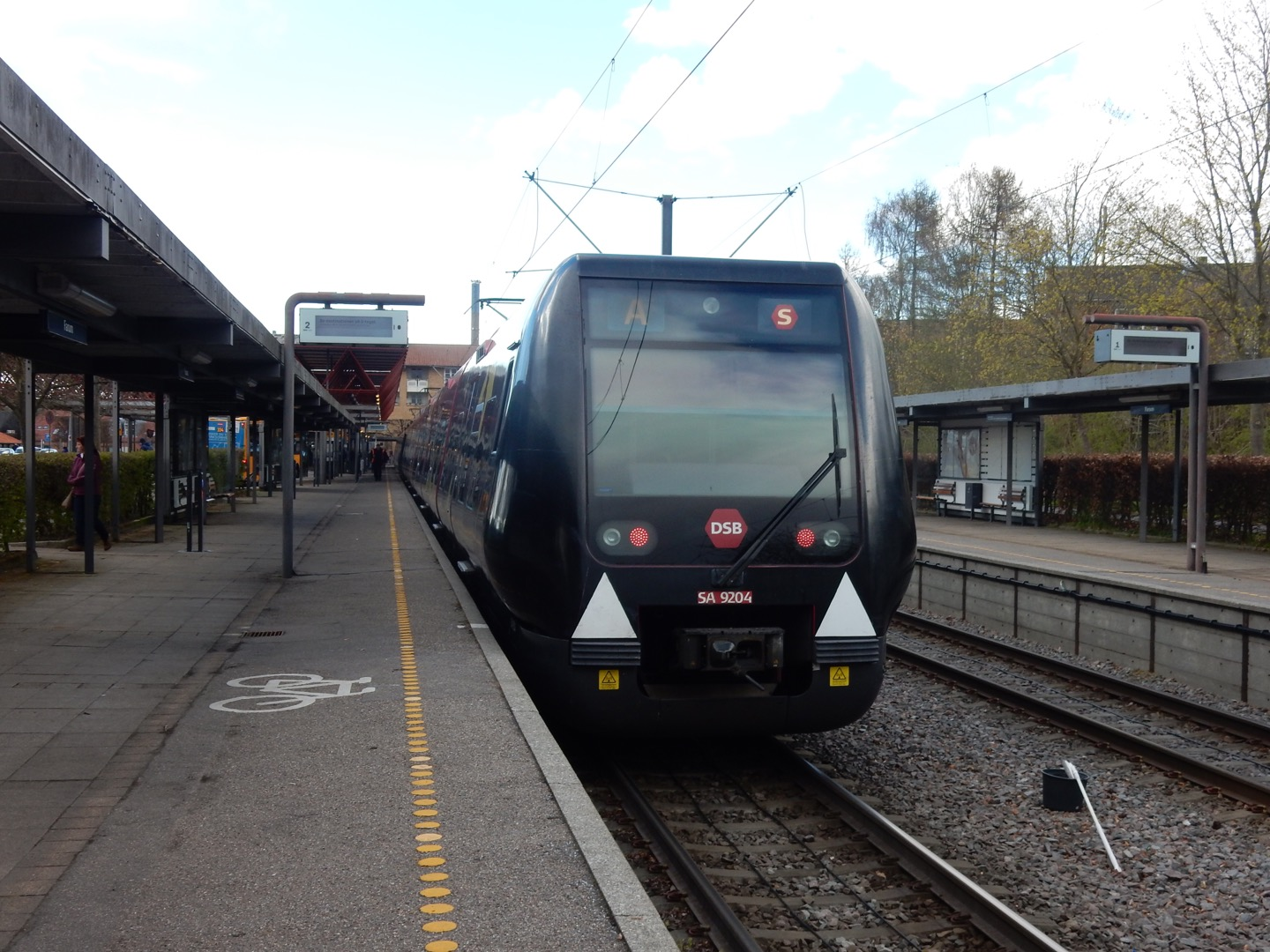
Een S-tog op station Farum

Station Farum is een S-tog-station in Farum, Denemarken. Het is het eindpunt voor lijn B en in de spits doordeweeks ook voor lijn Bx. Het station is gebouwd op dezelfde plek als het vroegere station op de spoorlijn van Kopenhagen naar Slangerup. Zuidelijk van het station ligt er een opstelspoor. Het station is geopend op 20 april 1906.
Høje Taastrup · Taastrup · Albertslund · Glostrup · Brøndbyøster · Rødovre · Hvidovre · Danshøj · Valby · Carlsberg · Dybbølsbro · København H · Vesterport · Nørreport · Østerport · Nordhavn · Svanemøllen · Ryparken · Emdrup · Dyssegård · Vangede · Kildebakke · Buddinge · Stengården · Bagsværd · Skovbrynet · Hareskov · Værløse · Farum
Høje Taastrup · Taastrup · Albertslund · Glostrup · Danshøj · Valby · Carlsberg · Dybbølsbro · København H · Vesterport · Nørreport · Østerport · Svanemøllen · Ryparken · Emdrup · Dyssegård · Vangede · Kildebakke · Buddinge · Stengården · Bagsværd · Skovbrynet · Hareskov · Værløse · Farum